# Once (unité)

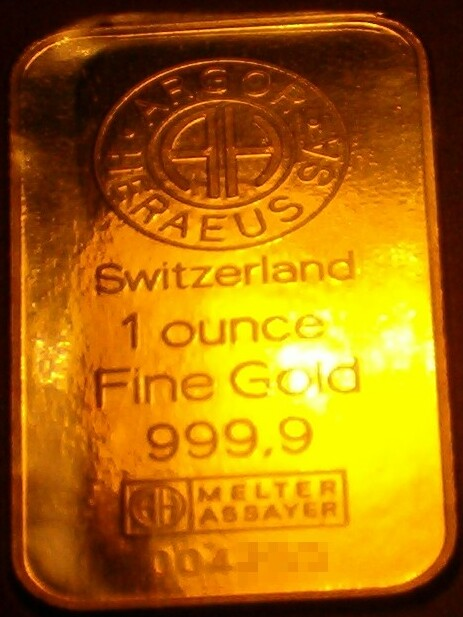
L'once troy est une unité traditionnelle de masse d'or.

Pour les articles homonymes, voir Once.
 (mars 2021).
Si vous disposez d'ouvrages ou d'articles de référence ou si vous connaissez des sites web de qualité traitant du thème abordé ici, merci de compléter l'article en donnant les références utiles à sa vérifiabilité et en les liant à la section « Notes et références ».
L'once est une unité de masse dont la valeur est comprise entre 25 et 34 grammes. Elle est encore utilisée dans certains pays comme unité de mesure principale et est en général couramment utilisée pour le poids des métaux précieux.

## Symbole
L'once a pour symbole  « oz » qui vient de l'ancien terme onza (maintenant écrit oncia) signifiant once.

## Once romaine
Au temps de l'Empire romain, l'once romaine, uncia, était égale au douzième (en latin, uncia est « la douzième partie d'un tout ») de la livre romaine, soit environ  27,25 g.

## Once française de l'ancien régime
Avant l'adoption du Système métrique par la France en 1794, l'once était égale au seizième de la livre de Paris, et valait 30,594 g.

## Once troy
L'once troy (symbole ozt) est égale au douzième de la livre troy (d'après semble-t-il la ville de Troyes où se déroulait une foire importante) et équivaut à 31,103 476 8 g : ce système est notamment utilisé pour la cotation des métaux précieux comme l'or, l'argent, le platine et le palladium. Chaque jour, l'indice par exemple de l'once troy d'or est fixé à New York[source insuffisante].

## Once anglo-saxonne
L'once avoirdupois (symbole oz av) est égale au seizième de la livre avoirdupois et vaut 28,35 g. Le système anglo-saxon est utilisé dans les nations du Commonwealth et par les États-Unis d'Amérique.

## Once liquide
L'once liquide (symbole fl oz) est une unité de volume, dont la valeur est de 28,41 ml dans le système impérial d'unités, et de 29,573 ml dans le système américain d'unités.

## Once néerlandaise
En néerlandais, l'ons n'est pas une unité de masse officielle, mais demeure souvent employée : 1 ons = 100 g.

## Usage international
On utilise l'once (Oz) de manière standardisée pour définir les tailles de gants de boxe, par exemple.  

## Sens figuré
Au figuré, l'« once » désigne une très faible quantité. 
Proverbialement, dire d'un homme qu'« il n'a pas une once de bon sens, ou de jugement », signifie qu'il ne possède que peu de ces facultés.

## Symbole Unicode
- U+2125 ℥ symbole once (HTML : &#8485; )